# Sandaloeca
Sandaloeca is een geslacht van vlinders van de familie kokermotten (Coleophoridae).

## Soorten
- S. lathraea Meyrick, 1920